# Montagny (Savoie)
Montagny (frankoprovenzalisch: Montènyi) ist französische Gemeinde mit 659 Einwohnern (Stand: 1. Januar 2022) im Département Savoie in der Region Auvergne-Rhône-Alpes (vor 2016 Rhône-Alpes). Sie gehört zum Arrondissement Albertville und zum Kanton Moûtiers (bis 2015 Kanton Bozel). Sie ist außerdem Teil des Gemeindeverbands Val Vanoise Tarentaise.

## Geographie
Montagny liegt etwa 28 Kilometer südsüdwestlich von Albertville am Doron de Bozel, der die Gemeinde im Süden und Südosten begrenzt. Umgeben wird Montagny von den Nachbargemeinden Feissons-sur-Salins im Norden und Westen, Notre-Dame-du-Pré im Norden, Bozel im Osten, Courchevel im Süden und Südosten sowie Brides-les-Bains im Süden und Südwesten.

## Bevölkerungsentwicklung
| Jahr                       | 1962 | 1968 | 1975 | 1982 | 1990 | 1999 | 2006 | 2013 |
| Einwohner                  | 563  | 581  | 536  | 507  | 505  | 577  | 578  | 669  |
| Quellen: Cassini und INSEE |      |      |      |      |      |      |      |      |

## Sehenswürdigkeiten
- Kirche Saint-Germain aus dem 17. Jahrhundert
- Kapelle Notre-Dame-des-Neiges aus dem Jahre 1750